# Trace Urban
Trace Urban (dawniej Trace TV) – francuski telewizyjny kanał muzyczny nadawany po angielsku i francusku. Należy do grupy Alliance Trace Media, która posiada również m.in. sieć telefonii komórkowej w Gujanie Francuskiej. 
Na repertuar Trace TV składa się muzyka z szeroko rozumianych nurtów urban oraz world music. Można go oglądać w ok. 60 państwach. W Polsce Trace TV był dostępny na platformie cyfrowej Canal+, a także w wybranych sieciach kablowych.
Dnia 1 stycznia 2020 roku ogłoszono, że Platforma Canal+ zakończyła współpracę z francuską firmą, której skutkiem było usunięcie kanału z oferty wyżej wymienionej platformy. Kanał był dostępny także w ofercie platformy Orange TV. 31 stycznia 2020 roku kanał zakończył nadawanie w Polsce. 
Obecnie kanał można oglądać za darmo na platformie streamingowej Plex.